# Blodhævn (album)
Blodhævn er et album af den danske stand-up-komiker Anders Matthesen, der udkom 2018. Det er udgivet som om det er Matthesens fiktive person Stewart Stardust, der har udgivet det, for at fortælle, at Anden i virkeligheden har stjålet hans personlighed, og nu vil have blodhævn. Matthesen skrev bl.a. på sin facebook-profil at "Fake Stewart Stardust har nu udgivet et helt album: “Blodhævn”". Samtidig blev der lanceret en podcast om samme emne på P3.

## Trackliste
| #   | Titel                                       | Længde |
| --- | ------------------------------------------- | ------ |
| 1.  | "Velkommen hjem"                            | 3:08   |
| 2.  | "Søstærk" (feat. Kort Proces Crew)          | 4:07   |
| 3.  | "Trang"                                     | 3:00   |
| 4.  | "Jeg Døjer" (feat. Kort Proces Crew)        | 4:04   |
| 5.  | "Sut Røv"                                   | 4:09   |
| 6.  | "Ordfyldt Blues"                            | 2:30   |
| 7.  | "Udenlandsdansker"                          | 4:12   |
| 8.  | "Den Ku Misses" (feat. Drewes)              | 3:25   |
| 9.  | "Det Er Som Det Er"                         | 3:43   |
| 10. | "Andetjagt-Cypher" (feat. Kort Proces Crew) | 3:32   |